# Erethistes pusillus
Erethistes pusillus es una especie de peces Siluriformes de la familia Erethistidae.

## Morfología
Los machos pueden llegar alcanzar los 4,2 cm de longitud total.

## Hábitat
Es un pez de agua dulce y de clima tropical.

## Distribución geográfica
Se encuentran en Asia: la India y Birmania .